# Carlisle Cullen
Carlisle Cullen (også kendt som Stregone Benefice) er en fiktiv person i Twilight.
Han er Esmes mand og adoptivfar til Edward, Rosalie, Emmett, Alice, og Jasper. Hans første optræden i serien var i Twilight og hans fysiske alder er 23. Carlisle er beskrevet som en smuk, mandlig model: han har lyst hår, er 1,9 m høj og er tynd, men muskuløs. Carlisles teori er, at når et menneske bliver forvandlet til en vampyr, vil have en forstærket kraft, fra deres tidligere liv. Carlisle har fået "medfølelse" som sin særlige evne. Han har arbejde som læge i århundreder, og er derfor en meget god læge. Modsat de fleste vampyrer er han slet ikke fristet af duften af menneskeblod, fordi han har holdt sin tørst tilbage i 300 år. Carlisle var søn af en præst, født i 1640'erne i London, England, hvor der var meget religiøst oprør. Hans far og andre præster fangede skabninger såsom hekse, varulve og vampyrer, men tog ofte fejl af dem og kom til at dræbe mennesker i stedet. Da faren døde måtte Carlisle overtage hans rolle som leder af modstands bevægelsen. Men han var en skuffelse i lang tid. Men på et tidspunkt opfangede han en rigtig flok vampyrer i Londons kloaker. Da han og en flok mennesker ville fange vampyrerne. De fandt den lille flok på gaden. En ældre vampyr var for afkræftet til at løbe gik den til angreb i stedet. Han nåede at bide Carlisle og derefter flygtede vampyren. Da han fandt ud af hvad der var sket med ham gemte han sig i en kælder under en masse gamle kartofler. Han vidste han ville blive udstødt af samfundet, så derfor gemte han sig og udholdt den meget smertefulde forvandling til vampyr. Skræmt af hvad han var blevet, prøvede han at dræbe sig selv på alle mulige forskellige måder, men det lykkedes ikke, pga. hans nye stærke krop. En nat, hvor han ikke længere kunne kontrollere sin tørst, drak han blodet fra et dådyr, der løb forbi ham. Med det fandt han ud af, at han ikke behøvede at leve af menneskeblod, og lovede sig selv at han ville modstå sin tørst og blev læge.
I et lille stykke tid boede Carlisle med Voltouri'en, men forlod dem og rejste til "the New World". Imens han behandlede sine patienter for den spanske syge, mødte han en meget syg kvinde, der bad ham om at redde hendes døende søn, Edward. Fordi Carlisle var ensom, forvandlede han Edward til en vampyr, og Edward boede med Carlisle. Dette var i 1918. 3 år efter, i 1921, flyttede Carlisle til Wisconsin, hvor han behandlede Esme efter hendes mislykkedes selvmordsforsøg. Carlisle fik en stærk medfølelse med hende, og forvandlede hende til en vampyr. Det medførte, at han forelskede sig i hende og omvendt, og de blev senere gift. Carlisle forvandlede Rosalie Hale, en ung kvinde, der næsten var blevet dræbt af sin fulde forlovede og hans venner i Rpchester, New York, og efterlod hende døende på gaden. Senere, mens han jagede, fandt Rosalie en ung mand, Emmett, som var blevet overfaldet af en bjørn, og hun bar ham 160 km til Carlisle. Carlisle forvandlede Emmett, siden Rosalie ikke selv ville gøre det, fordi hun frygtede, at hendes blodtørst ville overvælde hende. Efter Carlisle forvandlede Emmett, flyttede hele familien til Hoquiam, WAshington, hvor Quileute Indianerne tilbød familien Cullen en pagt: Quileuete Indianerne ville lade dem være, hvis Familien Cullen aldrig angreb eller bed nogen mennesker eller hvis de bevægede ind på Quileute-reservatet. Familien Cullen var enige og boede i nogenlunde fred indtil de flyttede videre. Mellem familien Cullens første og andet ophold i Forks sluttede Alice og Jasper sig til hans familie, efter de selv fandt Carlisle. Igennem hele Twilight Sagaen fungerer Carlisle som læge, overhovede for Cullen-familien og tilbyder medicinsk hjælp, da Bella er gravid i "Breaking Dawn"
Peter Facinelli spiller Calisle Cullen i Twilight filmene.